# Кремни
Кремни (Κρήμνοι; у пер. з грец. — кручі, урвища) — гавань у Надазов'ї, що згадується Геродотом (IV, 20; IV, 110) та Клавдієм Птолемеєм (III, 5, 12). Геродот писав про Кремни як про землі царських скіфів і місце висадки легендарних амазонок. Згоди між науковцями щодо точної локалізації К. немає; за останньою версією — це гавань поблизу с. Ботієве Приазовського району Запорізької області.

## Розташування
Історія питання локалізації Кремни досить великі, і думки дослідників досить різні. Практично Кремни поміщали в межах всього Північного Приазов'я. Більшість дослідник поміщають Кремни в середній частині північного узбережжя Азовського моря поблизу бухт, зручних для стоянки кораблів, з високими скелями в околицях.
Єдиною роботою спеціально присвяченій локалізації Креми, до теперішнього часу є статті Ю. В. Болтрік і Е. Е. Фіалко. Автори локалізували КремИ в районі села Ботіево.
- Старий Крим — Ф. Вестенберг.
- від Генічеська до Утлюкського лиману — Ф. Брун, С. А. Жебель, Е. Минз, Д. Реннел, В. В. Латишев.
- район Молочної — Б. І. Граков.
- поблизу Приморська — К. Неймана, Х. Штейн, Г. Кипертом, Ф. Г. Міщенко, Ф. А. Браун.
- гирлі Берди — Н. І. Надєждін.
- поблизу Маріуполя — М. Нінка, К. Кречмер.
- у Таганрога — К. Маннерт, К. Бер, Абіхт.
- гирлі Дону, гирло Домузли — Б. А. Рибаков.[2]